# Hôtel de préfecture de la Loire
L'hôtel de préfecture de la Loire est un bâtiment situé à Saint-Étienne, en France. Il sert de préfecture au département de la Loire.

## Localisation
L'édifice est situé dans le département français de la Loire, sur la commune de Saint-Étienne.

## Historique
Saint-Étienne devient le chef-lieu du département de la Loire et donc le siège de la préfecture en 1855 (à la suite de Feurs et de Montbrison).
Ne possédant pas de bâtiment où elle pouvait s'établir, la préfecture s'installe tout d'abord dans une partie de l'hôtel de ville de la Mairie. La cohabitation  dure  jusqu'à la construction d'un bâtiment sur un terrain cédé par la ville au nord de la place Marengo (aujourd'hui la place Jean Jaurès). Les architectes lauréats du concours organisé par la préfecture en 1893 réalisent un bâtiment de style néo-classique. La première pierre est posée le 19 août 1895 et le bâtiment est inauguré le 11 janvier 1902. La façade est à deux niveaux. 
Son entrée ne se situe pas sur la façade sud donnant sur la place (qui était fréquemment un lieu de manifestations), mais à l'est par la rue Charles-de-Gaulle (dite la Grand'Rue).
Si l'extérieur est austère, l'intérieur est une combinaison des styles classique et moderne, avec notamment la présence de l'Art nouveau, de peintures murales de Jean-Paul Laurens et de grands tableaux dans la salle des fêtes.
Depuis les lois de décentralisation de 1982, les services du Conseil général de la Loire et de l'État cohabitent dans les locaux de la Préfecture.